# Ocre
Ocre è un comune italiano di 1 085 abitanti della provincia dell'Aquila in Abruzzo. È un comune sparso, situato nella parte medio-bassa della Conca Aquilana a pochi chilometri a sudest del capoluogo regionale, la cui sede municipale si trova nella frazione di San Panfilo d'Ocre. Fa parte della comunità montana Amiternina e parte del territorio rientra nel Parco naturale regionale Sirente-Velino.
Formato da varie frazioni ha visto i tempi migliori nel medioevo quando il borgo fortificato di San Panfilo controllava la più bassa conca aquilana e i monasteri di Santo Spirito e Sant'Angelo attiravano i fedeli. In quel periodo i baroni di Ocre controllavano anche i comuni vicini.

## Geografia fisica

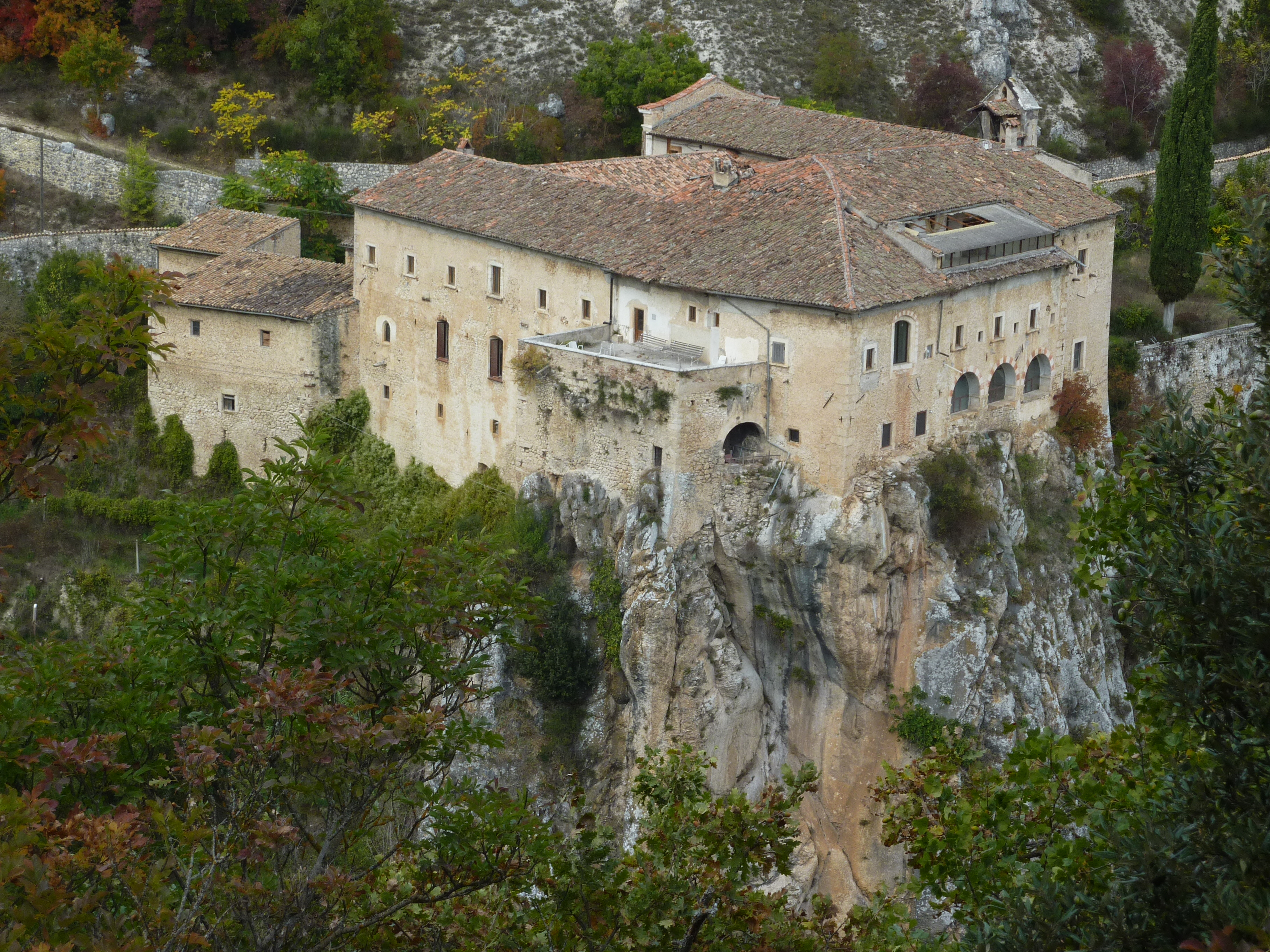
Il suggestivo monastero di Sant'Angelo

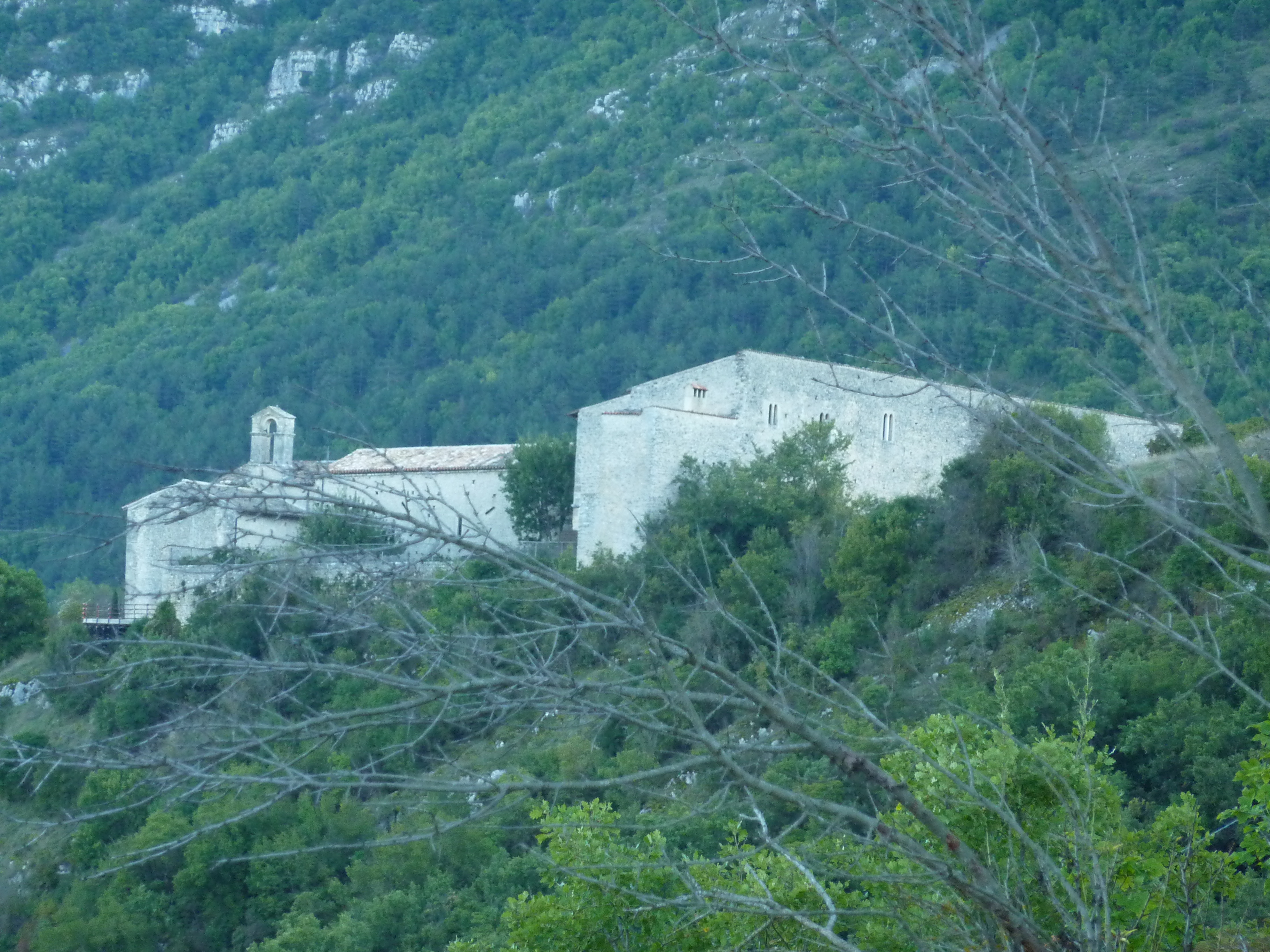
Il monastero di Santo Spirito

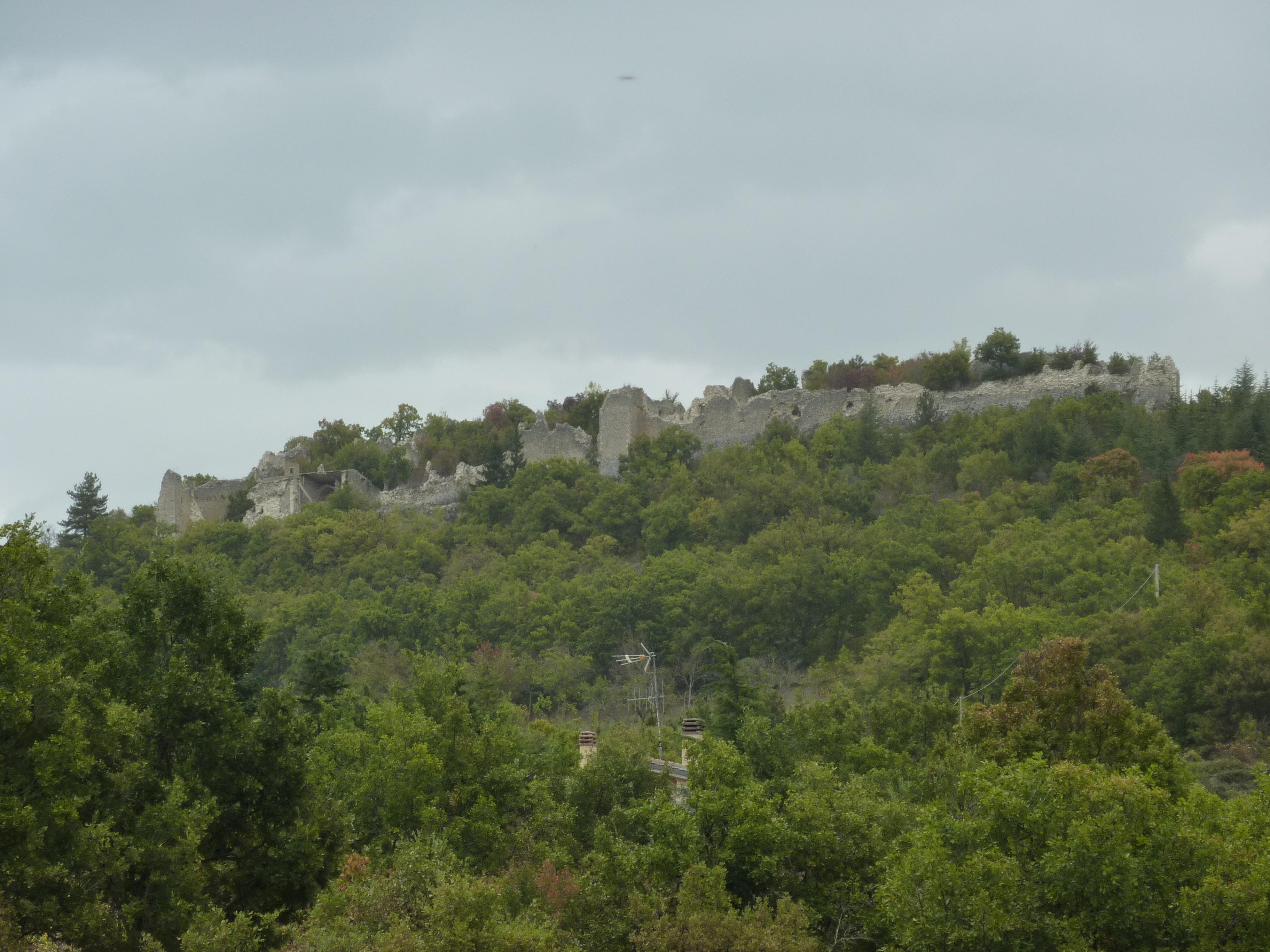
Le antiche rovine del castello di Ocre

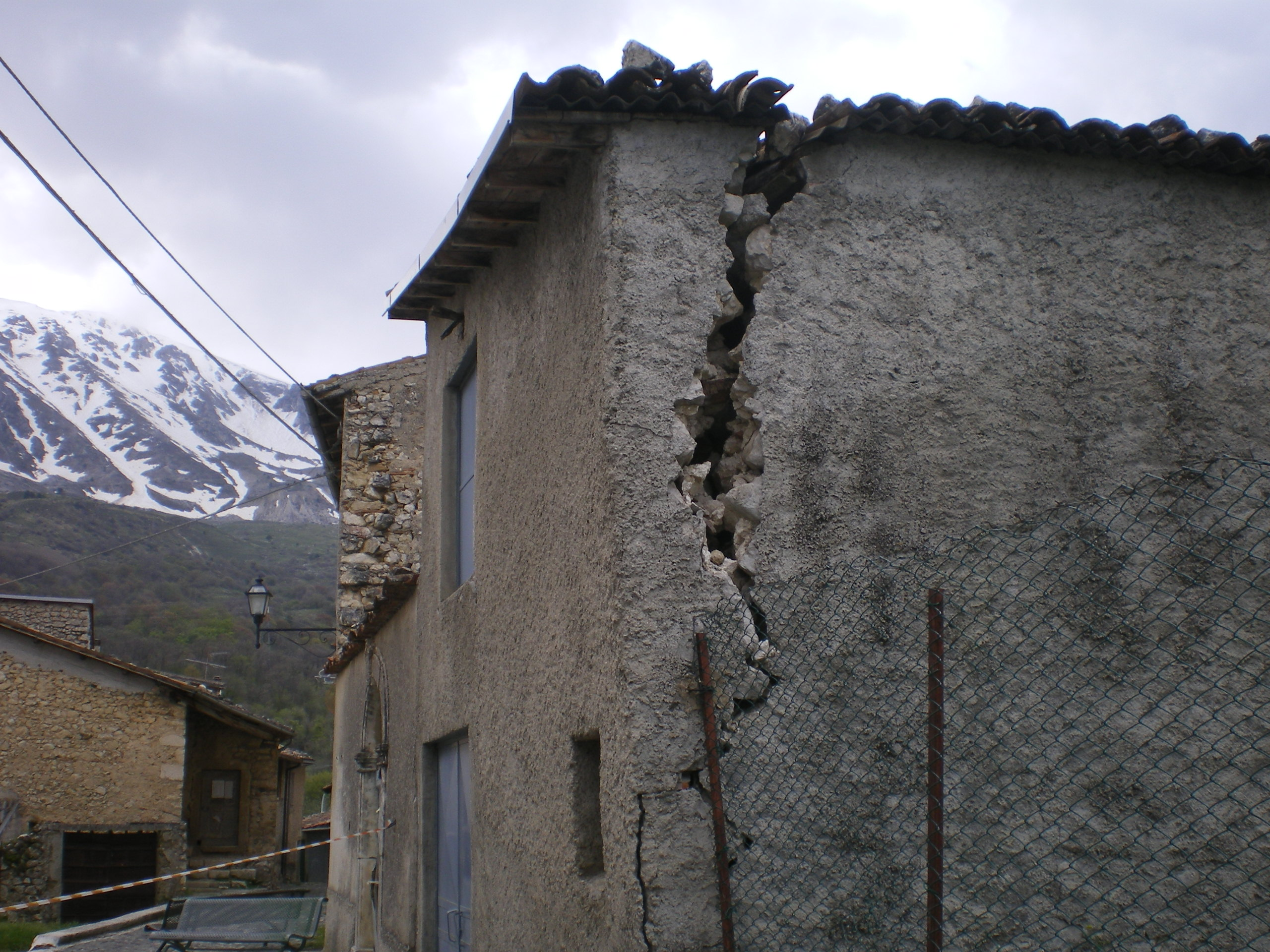
Una casa danneggiata dal terremoto del 2009

Il territorio del comune è dominato dal gruppo montuoso di Monte Ocre-Monte Cagno (2204 m s.l.m.), incluso in parte nel territorio del comune, con la parte abitata posta sulle sue pendici nord-est ed attraversata dalla Strada Regionale SR5 bis che dall'Aquila (Bagno) sale all'Altopiano delle Rocche. Il territorio è sito ai margini nord-orientali del Parco regionale naturale Sirente-Velino.
La sede amministrativa del Comune è in villa San Panfilo d'Ocre, il nucleo abitativo più grande, che insieme a San Felice d'Ocre e San Martino d'Ocre, formano un triangolo amministrativo nella vallata. Il castello del Barone d'Ocre si trova ad Est di San Felice, e sovrasta la montagna che si innalza sopra Fossa; sempre ad Est, in posizione più meridionale si trova il monastero di Santo Spirito, mentre a Nord si trova il convento di Sant'Angelo.

## Storia
I primi insediamenti del borgo risalgono al XII secolo quando si costruì la fortezza di Ocre che fungeva da castello fortificato e borgo abitato. Sorse per proteggere la sottostante città romana di Aveia (poi Fossa). Tra i grandi feudatari del castello, si ricorda Gualtiero di Ocre, che nel 1222 è nominato signore di Albe, poi fedele seguace di Federico II di Svevia; nel 1246 dovette reprimere la furia dell'usurpatore Tebaldo Francesco che aveva acquisito il feudo di Ocre, e che attentò alla vita di Federico. Ebbe confermati nuovamente, nel 1252, i suoi possedimenti in Abruzzo con Corrado IV di Svevia, figlio di Federico.
Nel 1254 il castello di Ocre partecipò alla fondazione dell'Aquila assieme ad altri 99 castelli, occupando una parte del Quarto di San Giorgio. Nel frattempo si espanse non lontano dal castello, in direzione dell'Aquila, il borgo di Villa San Panfilo, dove sorse anche un convento di monaci.
Nel 1423 il castello fu occupato dalle truppe di Braccio da Montone, che nella guerra dell'Aquila espugnò i castelli che avevano partecipato alla fondazione aquilana, per vendicarsi della fedeltà angioina contro gli Aragonesi. Nel marzo 1424 Ocre osò ribellarsi insieme ad altri castelli aquilani, ma fu nuovamente assediata da Braccio, e stavolta data alle fiamme. Il borgo si spostò definitivamente in Villa San Panfilo.
Alla fine del XVI secolo il feudo di Ocre apparteneva alla famiglia Fibbioni, che l'aveva acquistato per 10.000 ducati. Nel 1619 fu messo all'asta e aggiudicato per 9.500 ducati ad Alessandro Pica. Nel 1626 fu acquistato dalla famiglia Bonanni per 16.000 ducati, che lo mantenne fino all'abolizione della feudalità del 1806.
Il borgo fu danneggiato anche nel terremoto dell'Aquila del 1703 e poi nel terremoto dell'Aquila del 2009.

### Terremoto del 2009
In seguito al rovinoso terremoto del 6 aprile 2009 che ha colpito la regione Abruzzo con epicentro nelle zone aquilane, anche il comune di Ocre ha riportato danni cospicui. Risulta gravemente danneggiato il castello di Ocre, si sono verificati numerosi crolli e numerose abitazioni nei centri storici delle frazioni risultano inagibili.

### Simboli
Lo stemma e il gonfalone sono stati concessi con decreto del presidente della Repubblica del 19 settembre 1995.
Il gonfalone è un drappo di giallo caricato dello stemma comunale.

## Monumenti e luoghi d'interesse

### Convento di Sant'Angelo di Ocre
Il convento francescano di Sant'Angelo è costruito su uno sperone di roccia del monte Circolo al di sopra della chiesa di Santa Maria ad Cryptas a Fossa.
Realizzato nel 1409 come monastero di monache benedettine accanto alla preesistente chiesa di Sant'Angelo del Peschio, nel 1480 papa Sisto IV lo affida a una comunità dell'ordine dei Frati Minori, di cui faceva parte il beato Bernardino da Fossa, ai quali nel 1593 subentrarono i frati minori riformati.
Nel convento trascorse gli ultimi anni della sua vita il beato Timoteo da Monticchio.
A seguito di un lungo periodo di decadenza, durante il quale venne trasformato anche in lazzaretto, il convento fu soppresso nel 1860 per essere successivamente riaperto agli inizi del XX secolo ed è stato tenuto dai frati Francescani fino al 2009.

### Monastero fortezza di Santo Spirito di Ocre

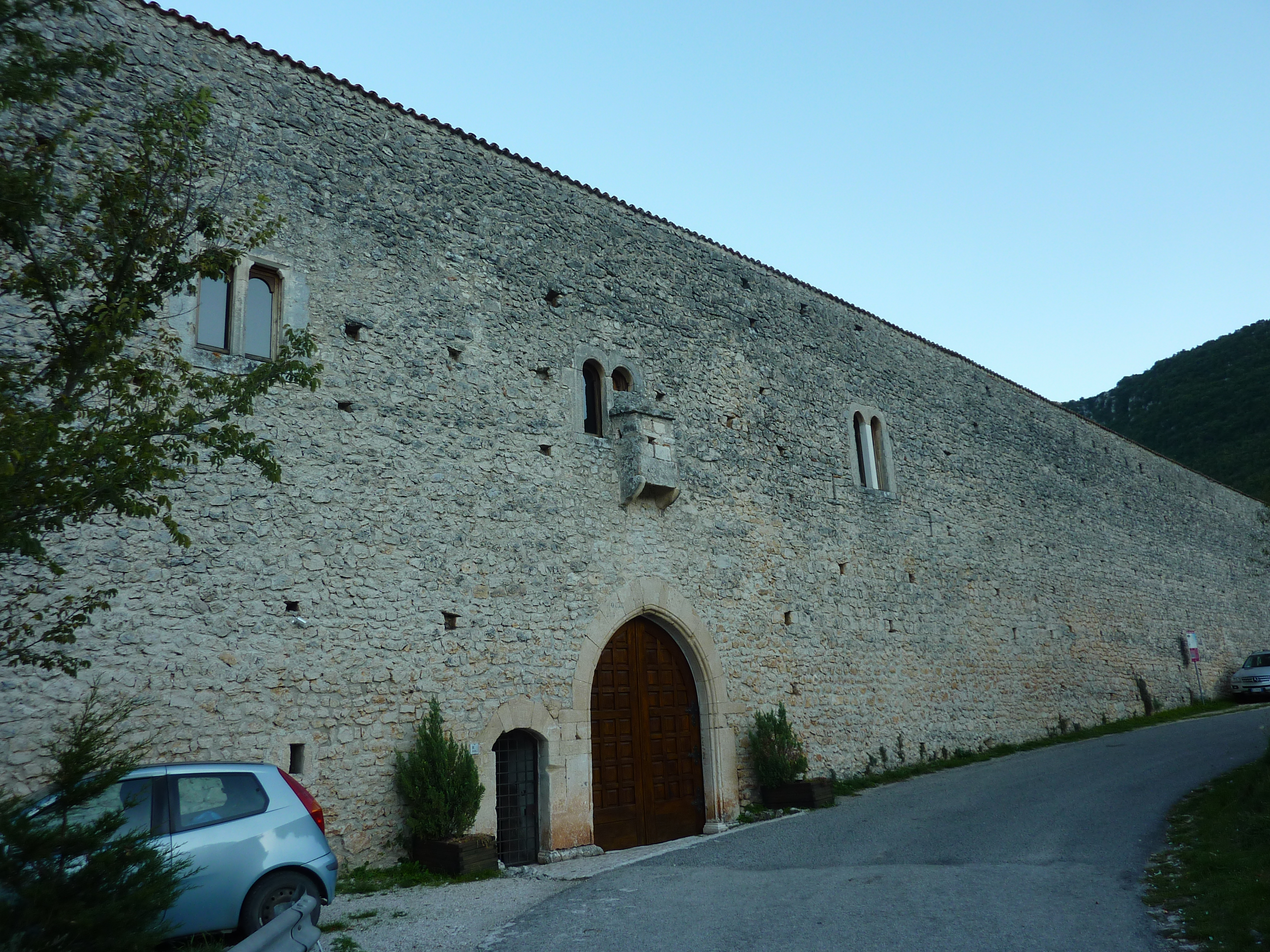
Santo Spirito in Ocre

Il monastero di Santo Spirito si trova in località Pretola vicino a San Panfilo, frazione di Ocre, e rappresenta il primo insediamento cistercense nella valle dell'Aterno e terzo in Abruzzo dopo l'abbazia di Santa Maria di Casanova del 1191 e l'abbazia di Santa Maria Arabona del 1208.
La sua storia è raccontata da Muzio Febonio nelle Historiae Marsorum del 1678. Il terreno per la chiesa e una cella monastica venne concesso da Berardo di Ocre all'eremita Placido de Vena nel 1222. Nel 1226 Placido avrebbe ricevuto dal vescovo Tommaso della diocesi di Forcona il permesso per costruire un monastero del quale sarebbe diventato abate. Nel 1248 Santo Spirito diventò monastero Cistercense alle dipendenze di Santa Maria di Casanova, con la direzione presa dall'abbate Ruggero.
Nel 1632, sotto Gregorio XV, Santo Spirito entrò nella Provincia Romana della Congregazione di San Bernardo in Italia, ma già nel 1652, con Innocenzo X, il monastero rientrò nella campagna di soppressione dei piccoli conventi, riducendosi progressivamente allo stato di rudere.

### Castello fortificato di Ocre
La prima fonte a citare l'esistenza del castello di Ocre è una bolla di papa Alessandro III del 1178 nella quale viene citato tra i possedimenti della diocesi di Forcona. Nel 1254 venne citato, col nome di "Cassari Castro", tra quelli che venivano salvati dalla distruzione decisa per tutti i castelli della zona per favorire la fondazione della città dell'Aquila, perché di proprietà dal cancelliere di corte Gualtieri, erede dei conti d'Albe che possedevano il feudo fin dalla conquista normanna.
Durante il regno di Carlo I d'Angiò, nel 1266 il castello passerà al Regno di Sicilia. Sempre nel 1266, il castello venne saccheggiato dagli aquilani dopo la ricostruzione della città precedentemente distrutta da Manfredi con il supporto dei baroni del circondario. Carlo d'Angiò, inoltre, confiscò i castelli dell'aquilano, a seguito del loro appoggio a Corradino di Svevia, e nel 1269 quello di Ocre venne affidato a Morel de Saours, indicato a volte anche come Morello o Mauriello de Saurgio.
Durante la guerra dell'Aquila il condottiero Braccio da Montone si vendicò del castello che fondò la città nel 1254 e rase al suolo la fortezza.

### Altri luoghi d'interesse

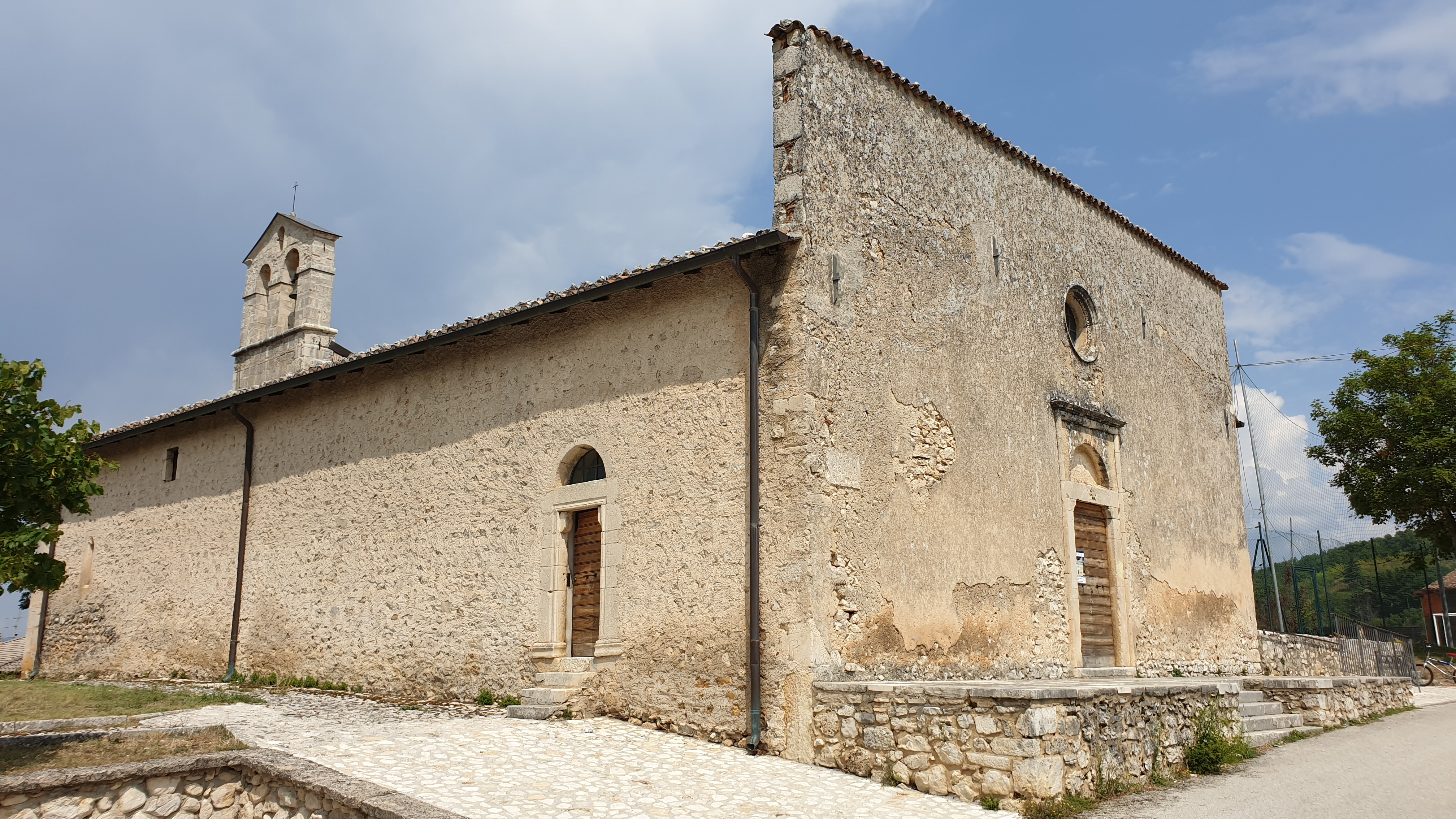
Chiesa di San Panfilo d'Ocre

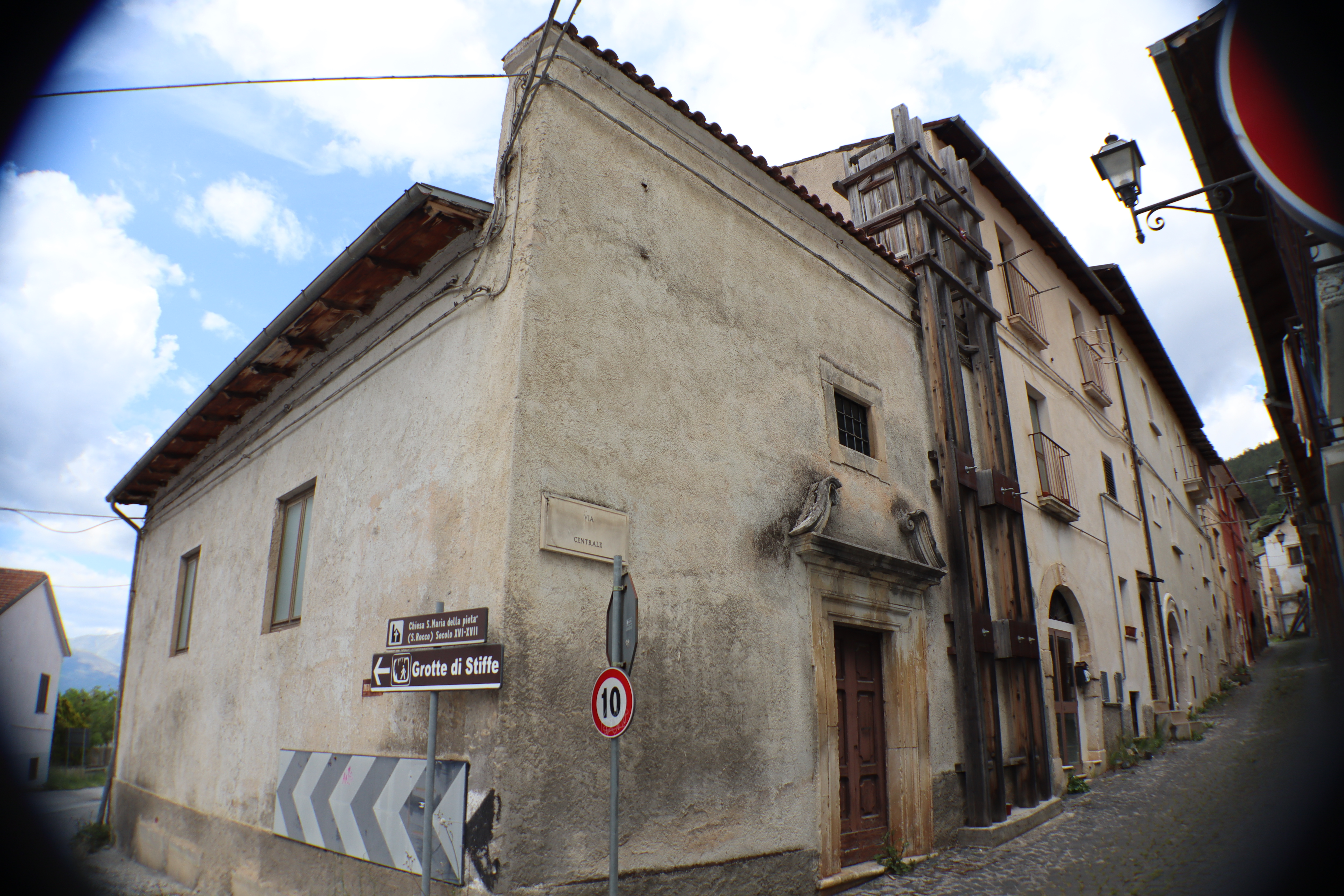

Chiesa di San Giacomo Maggiore
Si trova nel borgo San Felice d'Ocre, e risale al XIII secolo, ed è sede della parrocchia di tutte le "ville" di Ocre. L'aspetto attuale tuttavia è settecentesco perché completamente ricostruita dopo il terremoto del 1703. La chiesa ha pianta rettangolare con la facciata piuttosto semplice e grezza, ornata solamente da un portale classico con architrave a triangolo. L'interno è più ornato, a navata unica con volta a botte, e una semi-cupola presso il transetto. I lati sono divisi in cappelle solamente da colonne contrafforti aggettanti, con capitelli corinzi dorati. L'altare maggiore è arrangiato con una tela incastonata al centro, che mostra la Madonna col Bambino tra due santi: Antonio e Giacomo. Gli altri dipinti sette ottocenteschi mostrano la Vergine di Loreto tra San Giuseppe e sant'Antonio, la Madonna e la Trinità (Bernardino Ciferri, 1746), e quello della Trinità coi Gesuiti.
Chiesa di San Panfilo

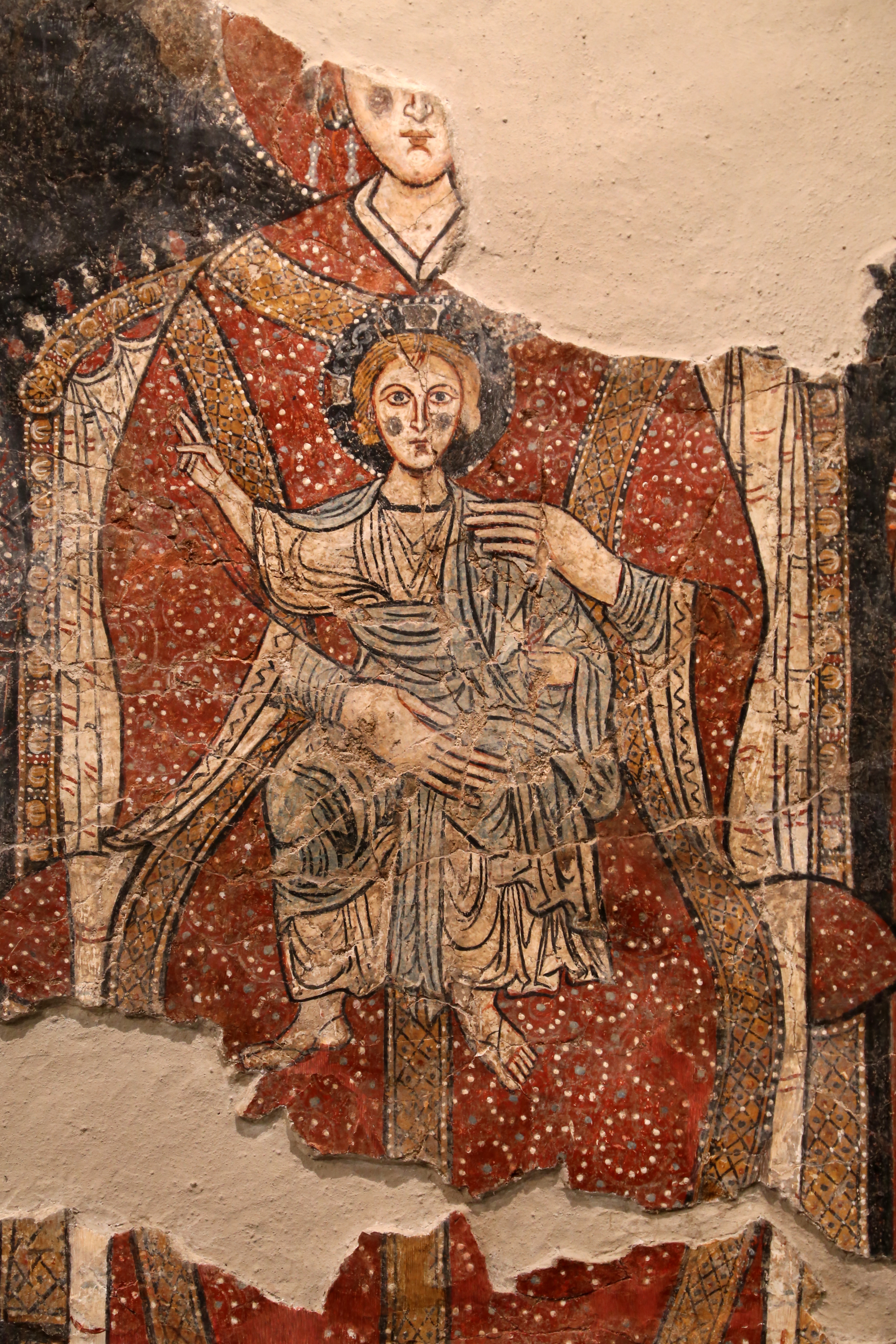
Affresco della Madonna col Bambino, del XIII secolo, staccato dalla cappella del castello di Ocre, oggi conservato nel Museo Nazionale d'Abruzzo all'Aquila

Si trova nell'omonima contrada e conserva un aspetto romanico, risalente al XIII secolo. La chiesa è a pianta rettangolare e mostra la tipica facciata aquilana a coronamento orizzontale, con il piccolo portale incorniciato in un rettangolo, sormontato da piccolo oculo. Un secondo portale romanico a tutto sesto è sulla sinistra. L'interno conserva presso il presbiterio alcuni affreschi quattrocenteschi, ed è a tre navate con arcate leggermente a sesto acuto su pilastri quadrati. Il soffitto a spioventi è a capriate. Il presbiterio è una piccola cappella con arco di ingresso a sesto acuto,, e così è anche per la cappella a sinistra con affreschi, ma l'arco è a tutto sesto.

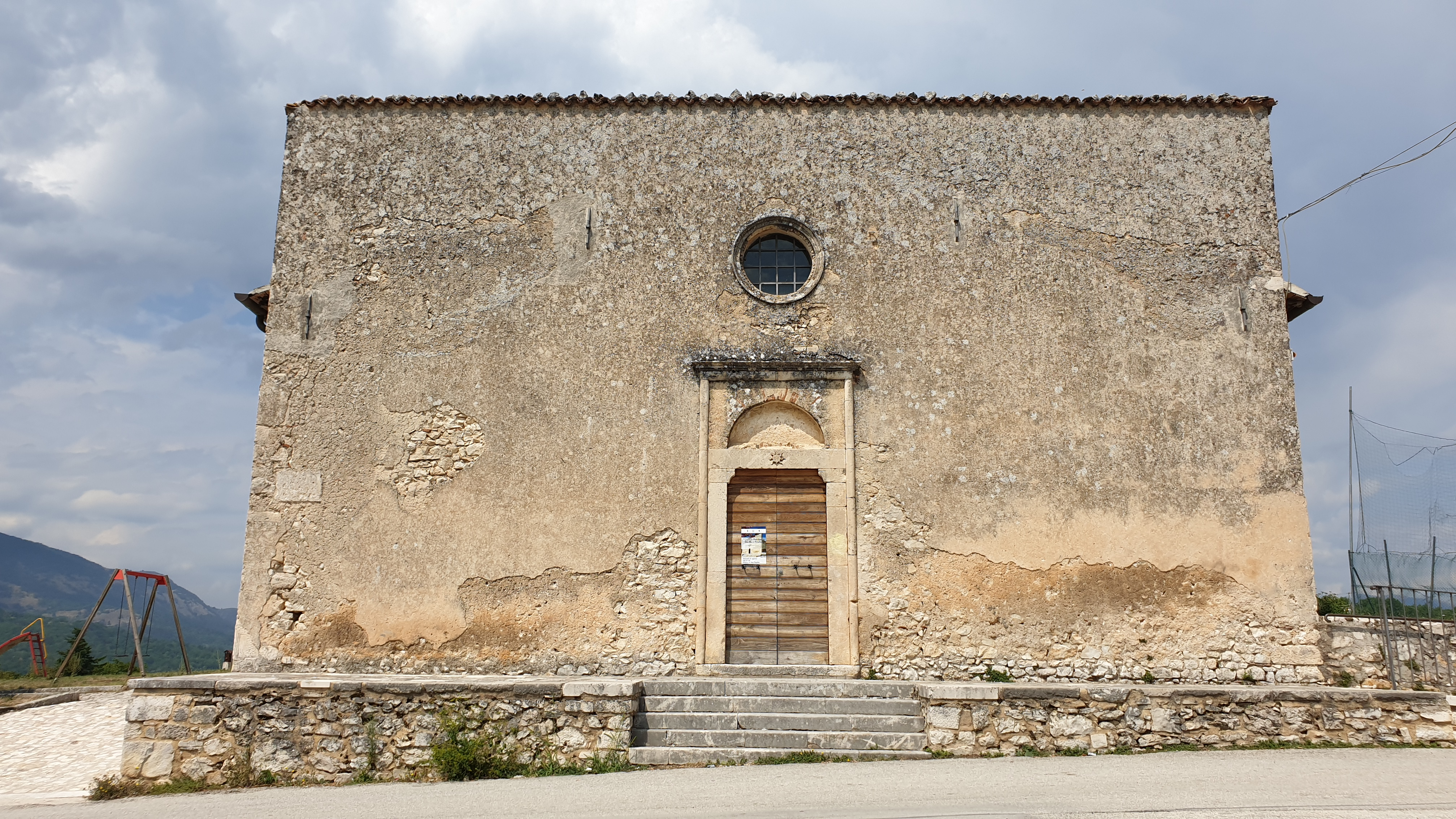
Chiesa di San Panfilo
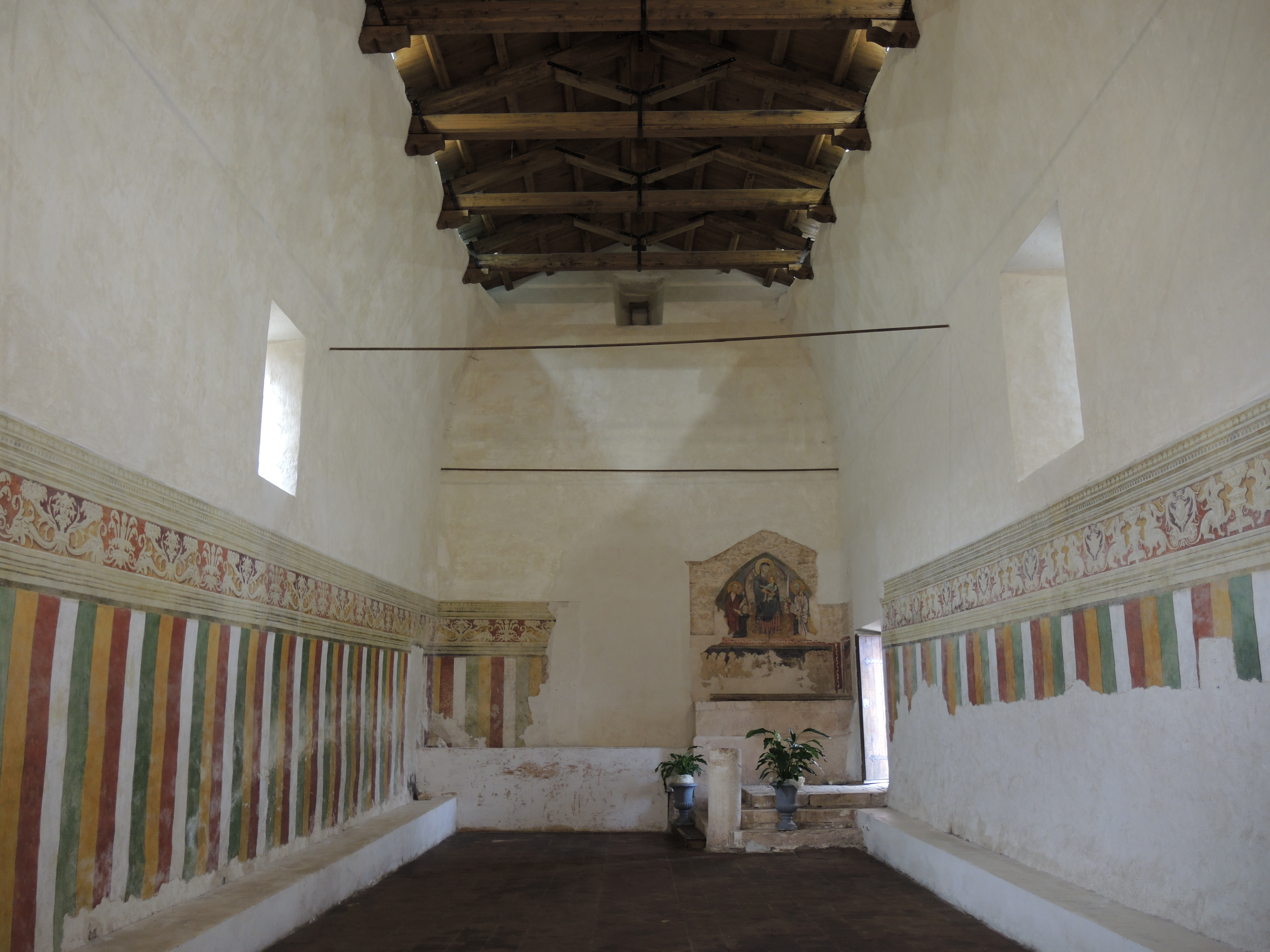
Cappella all'interno del monastero di Santo Spirito
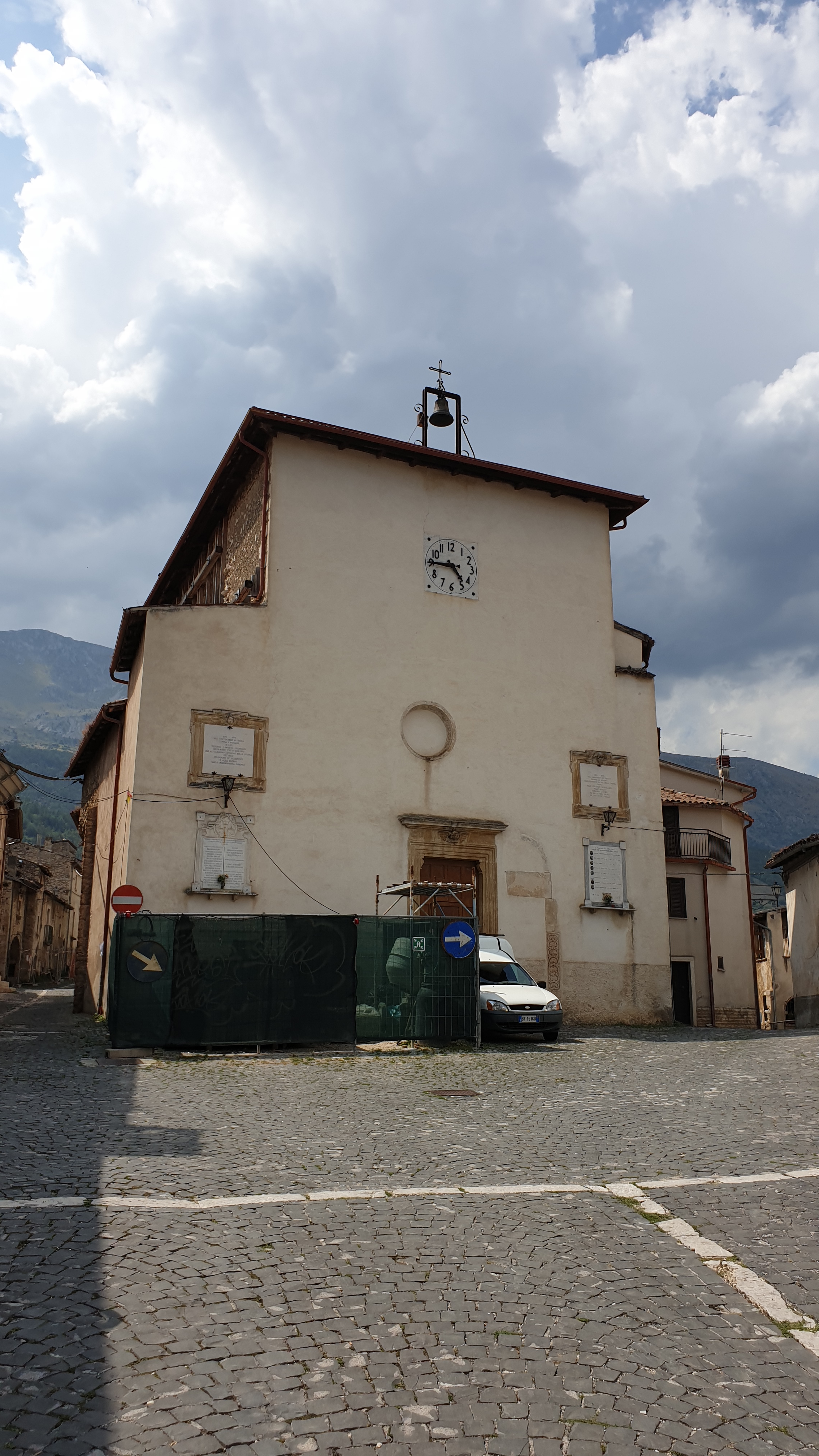
Chiesa di San Salvatore in Villa San Panfilo (via Frustena)
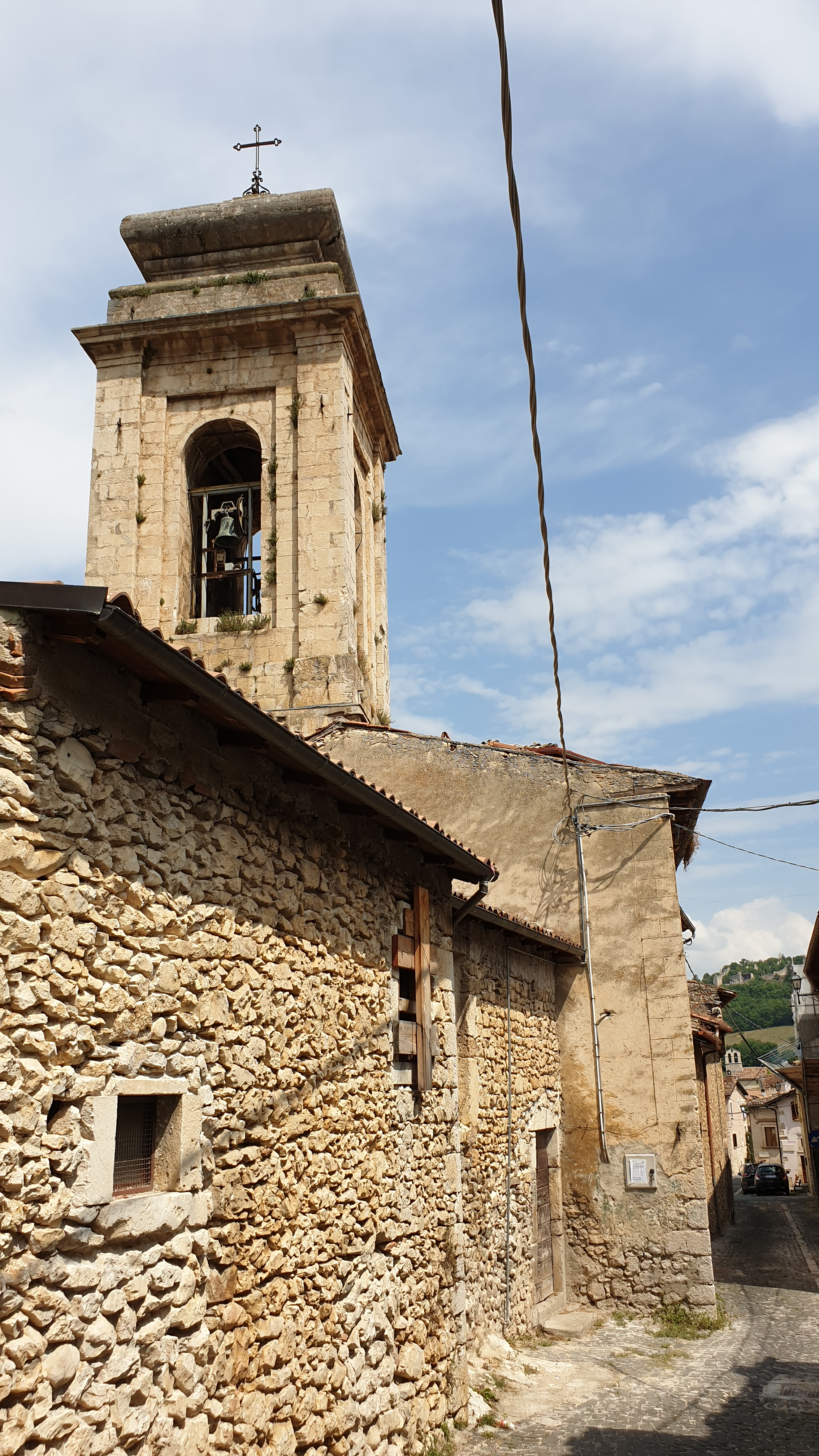
Campanile di San Salvatore
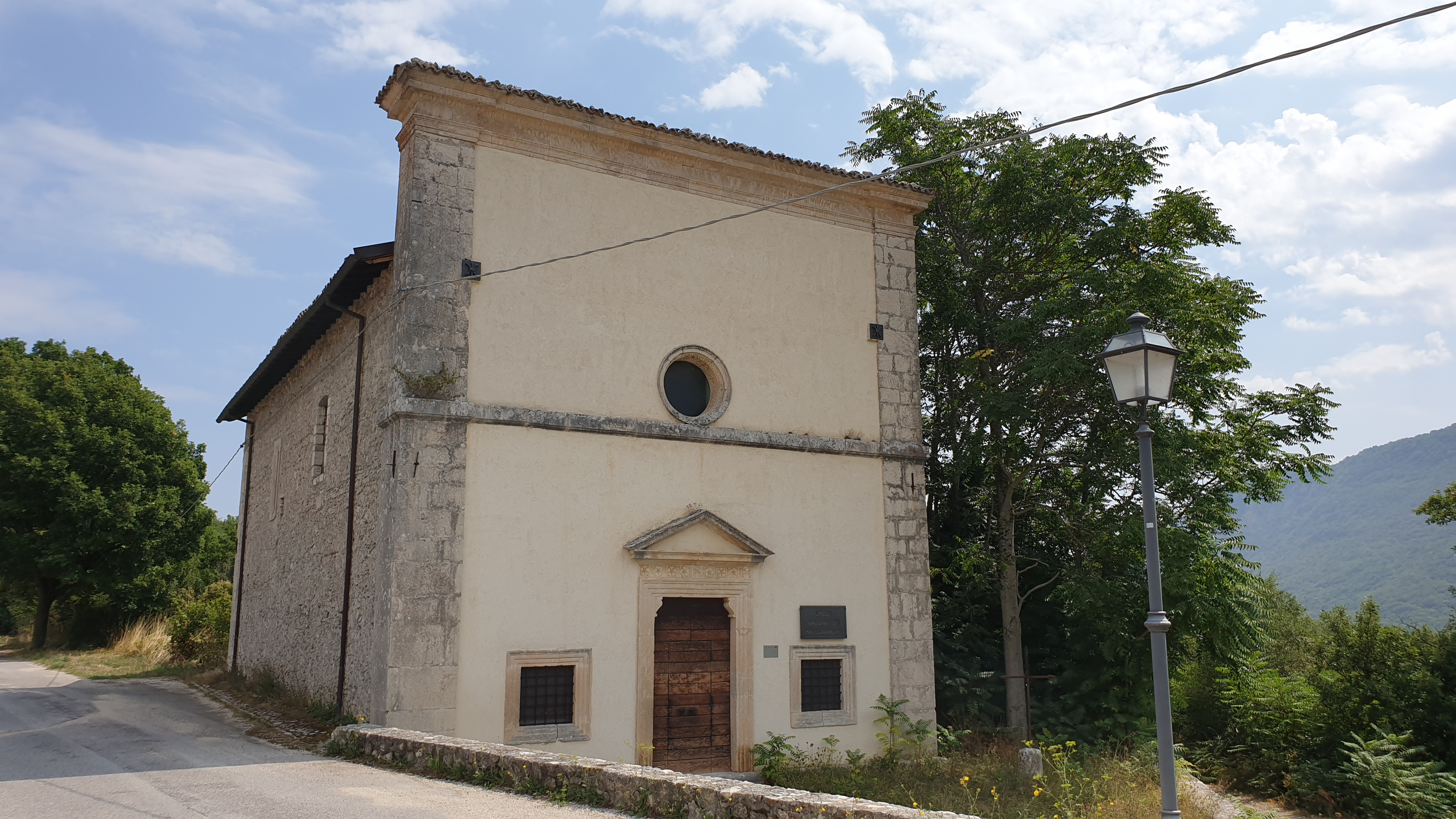
Chiesa della Madonna dei Raccomandati in Villa San Panfilo
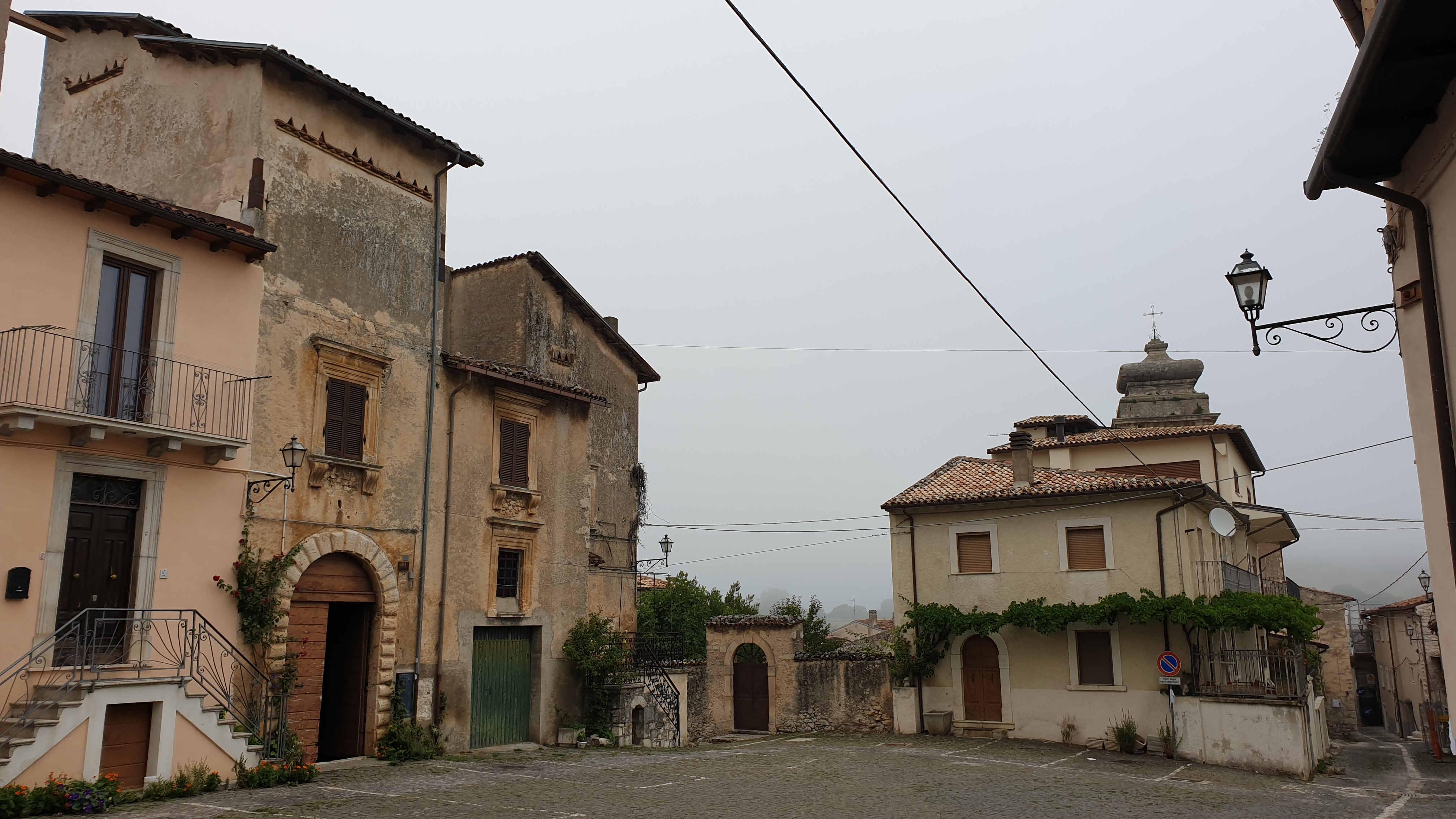
Scorcio di Villa San Panfilo
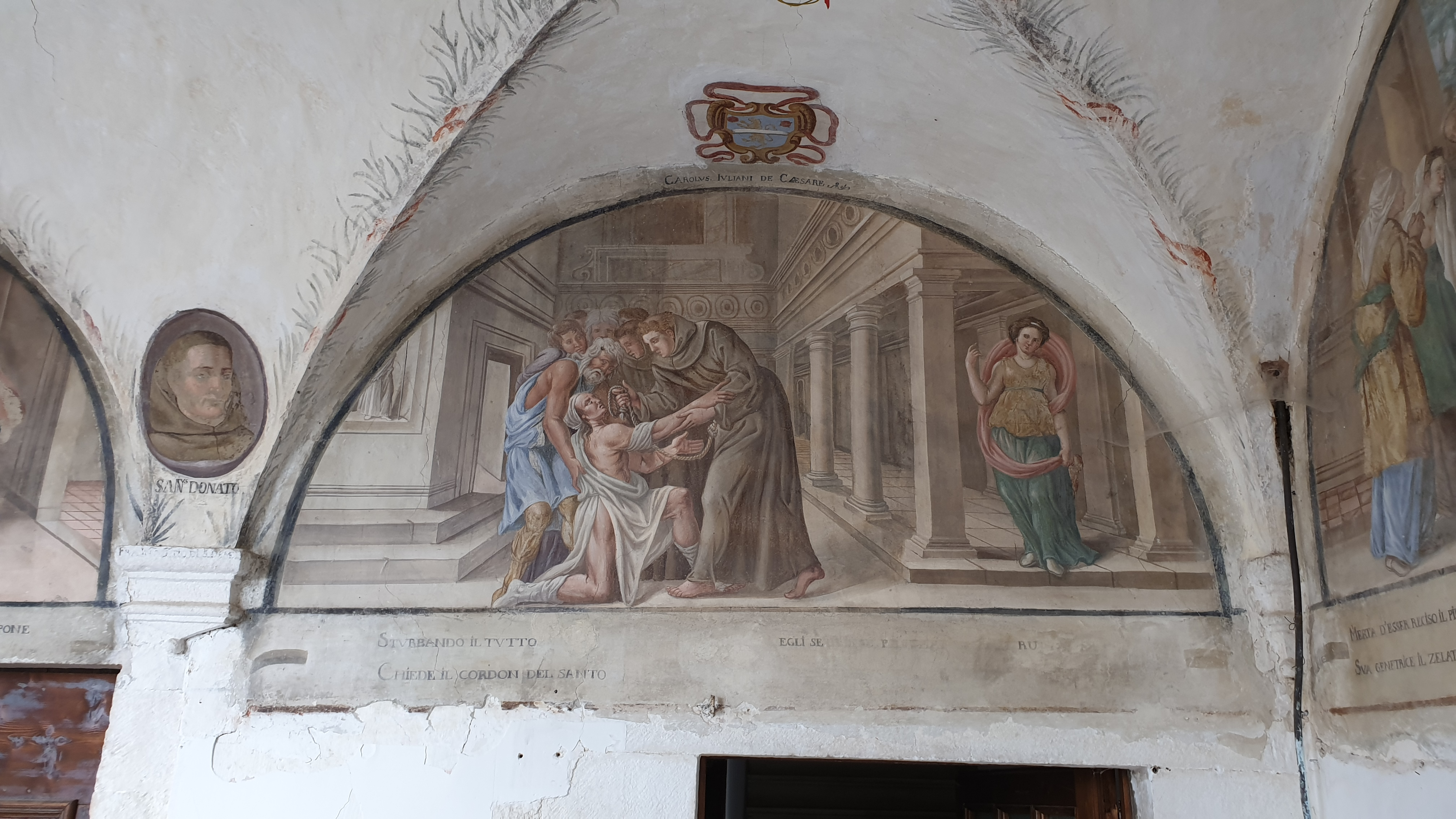
Affresco nella lunetta del portale al convento di Sant'Angelo
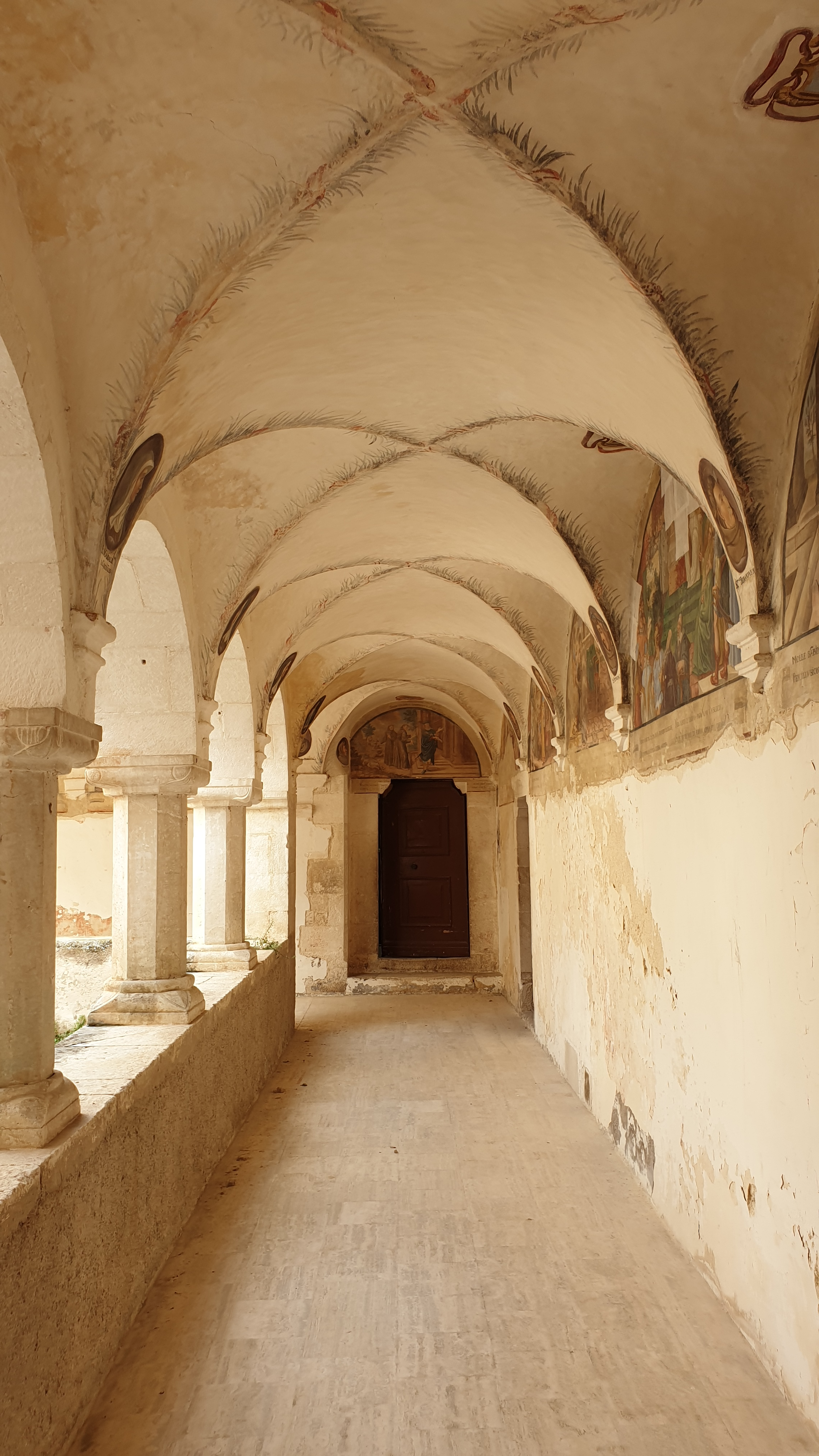
Portico del chiostro del convento di Sant'Angelo
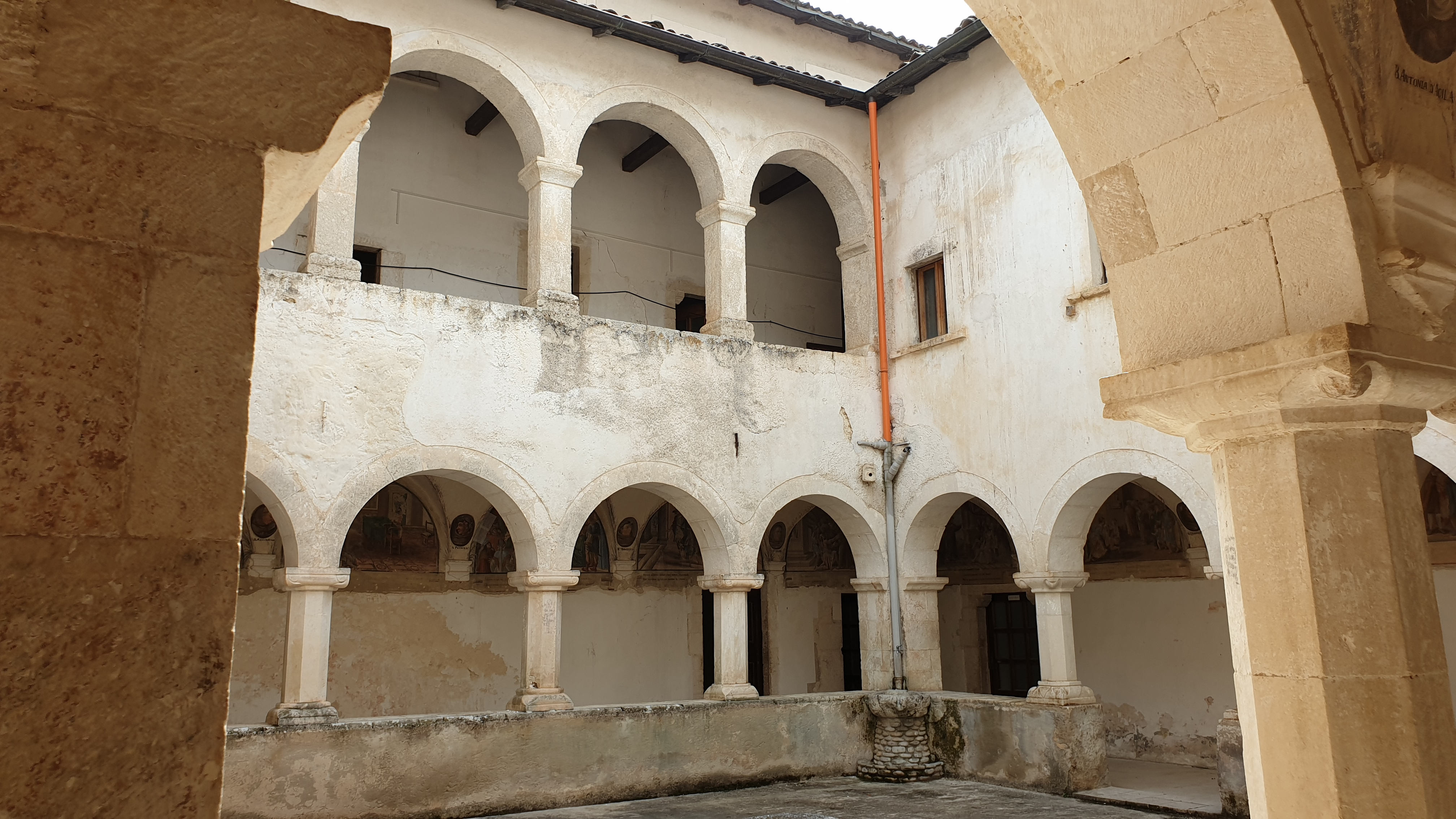
Chiostro del convento di Sant'Angelo

Chiesa della Madonna dei Raccomandati
Si trova in contrada San Panfilo, lungo via De Amicis. Risale al XVII secolo ed è una semplice chiesa di campagna a pianta rettangolare. La facciata è divisa a metà da cornice marcapiano, con un oculo centrale nel secondo settore, in asse col portale rinascimentale archivoltato a triangolo.
Chiesa di San Martino
Nella contrada omonima, è un'interessante chiesa medievale di aspetto quattrocentesco, con riferimento barocco interno. La facciata è preceduta da un piccolo portico a due arcate, e tagliata a sinistra dal robusto campanile a torre. L'interno a navata unica cosa ha delle cappelle laterali con arcate a tutto sesto, e volta a botte. Tra le tele di maggior pregio ci sono quella della Deposizione di Giuseppe Donati e quella dell'Addolorata tra i santi Emidio, Antonio abate e Antonio da Padova.
Chiesa di San Pietro in Cavalletto d'Ocre
Piccola chiesa che sovrasta la contrada di Cavalletto d'Ocre. Ha un aspetto attuale che mostra il rifacimento settecentesco sopra una matrice medievale. Infatti la facciata, che in precedenza, seguiva il tipico schema romanico aquilano, è allargata alla base, in modo da formare un trapezio, mostrando un tardo portale a timpano spezzato sovrastato dall'oculo centrale. Il campanile è una torre, l'impianto è rettangolare, con la parte presbiteriale rialzata di che termina con abside rettangolare, di livello inferiore.

## Società

### Evoluzione demografica
Abitanti censiti

## Cultura

### Festività
Oggi ad Ocre si possono visitare la sagra della castagna e i luoghi storici importanti.

### Attività
Le attività principali sono riconducibili al trekking a piedi, a cavallo o in mountain bike o allo scialpinismo sulle montagne del comune (Monte Ocre). È inoltre possibile praticare il karting nella frazione di Cavalletto d'Ocre.

## Amministrazione
| Periodo           | Periodo           | Primo cittadino         | Partito                                         | Carica                    | Note          |
| ----------------- | ----------------- | ----------------------- | ----------------------------------------------- | ------------------------- | ------------- |
| 12 giugno 1994    | 26 maggio 2002    | Mauro Antonello Tursini | Lista Civica di Centro-sinistra                 | Sindaco                   | [ 13 ] [ 14 ] |
| 27 maggio 2002    | 3 settembre 2003  | Nanda Palesse           | Lista Civica                                    | Sindaco                   | [ 15 ]        |
| 4 settembre 2003  | 13 giugno 2004    | Rinaldo Pezzoli         |                                                 | Commissario straordinario | [ 16 ]        |
| 14 giugno 2004    | 29 marzo 2010     | Gian Matteo Riocci      | Lista Civica di Centro-Sinistra                 | Sindaco                   | [ 17 ]        |
| 30 marzo 2010     | 21 settembre 2020 | Fausto Fracassi         | Lista Civica di Centro-Destra Sviluppo per Ocre | Sindaco                   | [ 18 ] [ 19 ] |
| 20 settembre 2020 | in carica         | Gianmatteo Riocci       | Lista civica "Il coraggio di cambiare"          | Sindaco                   |               |